# 제155보병연대 (미국)
제155보병연대(155th Infantry Regiment)은 미시시피 소총대(Mississippi Rifles)으로도 불리는 미시시피주 육군 방위군의 보병 연대이다. 표어는 "Stand Fast"(→빠르게 일어서다)이다.

## 연혁
1799년, 처음 조직되었는데, 멕시코에서 제이픈 데이비스가 조직했다. 그 동안 제1차 세계대전, 제2차 세계대전, 이라크 전쟁, 1812년 전쟁, 멕시코-미국 전쟁 등에 참전했다.
현재 제1대대가 제155기갑여단전투단의 전력으로 배속되어 있다.